# Liste der Monuments historiques in Nubécourt
Die Liste der Monuments historiques in Nubécourt führt die Monuments historiques in der französischen Gemeinde Nubécourt auf.

## Liste der Immobilien
| Bezeichnung      | Beschreibung            | Standort                          | Kennzeichnung | Schutzstatus | Datum | Bild           |
| ---------------- | ----------------------- | --------------------------------- | ------------- | ------------ | ----- | -------------- |
| Kirche St-Martin | aus dem 15. Jahrhundert | Nubécourt, rue de l’Église (Lage) | PA00106601    | Classé       | 1908  | weitere Bilder |

## Liste der Objekte
| Bezeichnung                                                                                | Beschreibung | Standort                                      | Kennzeichnung | Schutzstatus | Datum | Bild |
| ------------------------------------------------------------------------------------------ | --- | --------------------------------------------- | ------------- | ------------ | ----- | ---- |
| Skulptur Heilige Margaretha                                                                | Holz, farbig gefasst, 18. Jahrhundert | Bulainville, in der Kirche St-Sulpice (Lage)  | PM55001443    | Inscrit      | 1979  |      |
| Epitaph für Nicolas du Hautoy                                                              | Marmor, 18. Jahrhundert | Bulainville, in der Kirche St-Sulpice (Lage)  | PM55000458    | Classé       | 1945  |      |
| Kruzifix                                                                                   | Holz, farbig gefasst, 16. Jahrhundert | Nubécourt, in der Kirche St-Martin (Lage)     | PM55001170    | Classé       | 1997  |      |
| Grabdenkmal für Georges-Frédéric du Hautoy, Madeleine de la Rocette und Anne de Saintegnon | Stein, 17. Jahrhundert (im Bild rechts) | Nubécourt, in der Kirche St-Martin (Lage)     | PM55000454    | Classé       | 1989  |      |
| Skulptur Heiliger Nikolaus (1)                                                             | Stein, farbig gefasst, 17. Jahrhundert | Bulainville, in der Kirche St-Sulpice (Lage)  | PM55000462    | Classé       | 1937  |      |
| Zwei Tafelbilder: Schutzengel und Erzengel Michael besiegt den Drachen                     | Ölfarbe auf Holz, 18. Jahrhundert | Bulainville, in der Kirche St-Sulpice (Lage)  | PM55001654    | Inscrit      | 1997  |      |
| Skulptur Madonna mit Kind (1)                                                              | Holz, farbig gefasst, 18. Jahrhundert; gestohlen | Bulainville, in der Kirche St-Sulpice (Lage)  | PM55000463    | Classé       | 1937  |      |
| Altarkreuz                                                                                 | Holz, farbig gefasst und vergoldet, 18. Jahrhundert; im Centre départemental d’art sacré in Saint-Mihiel deponiert                                     | Fleury-sur-Aire, in der Kirche St-Eloi (Lage) | PM55001853    | Inscrit      | 1995  |      |
| Kommunionsgeschirr                                                                         | sechs Teile; Silber, vergoldet, 1890; im Centre départemental d’art sacré in Saint-Mihiel deponiert                                                    | Nubécourt, in der Kirche St-Martin (Lage)     | PM55002185    | Inscrit      | 2001  |      |
| Paxtafel mit Martinsreliquiar                                                              | Messing, versilbert, Ende des 19. Jahrhunderts; im Centre départemental d’art sacré in Saint-Mihiel deponiert                                          | Nubécourt, in der Kirche St-Martin (Lage)     | PM55002186    | Inscrit      | 2001  |      |
| 26 Kirchenbänke                                                                            | Eichenholz, 18. oder 19. Jahrhundert | Bulainville, in der Kirche St-Sulpice (Lage)  | PM55001652    | Inscrit      | 1992  |      |
| Skulptur Der heilige Antonius im Feuer                                                     | Stein, farbig gefasst, 16. Jahrhundert | Bulainville, in der Kirche St-Sulpice (Lage)  | PM55000464    | Classé       | 1980  |      |
| Georgsaltar                                                                                | Altartisch und Retabel; Kalkstein, Holz, bemalt, Schiefer, 1620                                                                                        | Nubécourt, in der Kirche St-Martin (Lage)     | PM55000455    | Classé       | 1980  |      |
| Skulptur Heiliger Sulpicius                                                                | Stein, farbig gefasst, 15. Jahrhundert | Bulainville, in der Kirche St-Sulpice (Lage)  | PM55000457    | Classé       | 1905  |      |
| Epitaph für Nicolas Noël und Claude Lallemant                                              | Marmor, bezeichnet 1680 und 1711 | Bulainville, in der Kirche St-Sulpice (Lage)  | PM55000459    | Classé       | 1945  |      |
| Skulptur Madonna mit Kind und Vogel                                                        | Stein, farbig gefasst, Anfang des 15. Jahrhunderts | Bulainville, in der Kirche St-Sulpice (Lage)  | PM55000465    | Classé       | 1980  |      |
| 16 Heiligengemälde                                                                         | Ölfarbe auf Holz, 18. Jahrhundert | Bulainville, in der Kirche St-Sulpice (Lage)  | PM55000466    | Classé       | 1984  |      |
| Skulptur Heiliger Rochus                                                                   | Holz, farbig gefasst, 18. Jahrhundert | Bulainville, in der Kirche St-Sulpice (Lage)  | PM55001442    | Inscrit      | 1979  |      |
| Skulptur Madonna mit Kind (2)                                                              | Holz, farbig gefasst, 18. Jahrhundert | Bulainville, in der Kirche St-Sulpice (Lage)  | PM55001446    | Inscrit      | 1979  |      |
| Liturgische Gewänder                                                                       | Kasel, Manipel, Stola, Kelchvelum und Bursa; Stoff, bestickt, Ende des 19. Jahrhunderts; im Centre départemental d’art sacré in Saint-Mihiel deponiert | Nubécourt, in der Kirche St-Martin (Lage)     | PM55002187    | Inscrit      | 2001  |      |
| Grabstein für François du Hautoy und Nicole de Beauvau                                     | Stein, 16. Jahrhundert | Bulainville, in der Kirche St-Sulpice (Lage)  | PM55000460    | Classé       | 1898  |      |
| Verkündigungsaltar                                                                         | Altartisch und Retabel; Kalkstein, Holz, bemalt, Schiefer, 1720                                                                                        | Nubécourt, in der Kirche St-Martin (Lage)     | PM55000456    | Classé       | 1988  |      |
| Gedenktafel an die Stiftung einer Kapelle                                                  | Marmor, bezeichnet 1584 | Nubécourt, in der Kirche St-Martin (Lage)     | PM55000461    | Classé       | 1906  |      |
| Glocke                                                                                     | Bronze, 1690 gegossen | Bulainville, in der Kirche St-Sulpice (Lage)  | PM55000467    | Classé       | 1987  |      |
| Sakramentsvelum                                                                            | Stoff, bestickt, 1885 | Nubécourt, in der Kirche St-Martin (Lage)     | PM55002184    | Inscrit      | 1991  |      |
| Skulptur Johannes der Täufer                                                               | Holz, farbig gefasst, 18. Jahrhundert | Bulainville, in der Kirche St-Sulpice (Lage)  | PM55001444    | Inscrit      | 1979  |      |
| Skulptur Heiliger Nikolaus (2)                                                             | Holz, farbig gefasst, 18. Jahrhundert | Bulainville, in der Kirche St-Sulpice (Lage)  | PM55001445    | Inscrit      | 1979  |      |
| Skulptur Heilige Barbara                                                                   | Holz, farbig gefasst, 18. Jahrhundert | Bulainville, in der Kirche St-Sulpice (Lage)  | PM55001447    | Inscrit      | 1979  |      |
| Hauptaltar                                                                                 | Altartisch und Antependium; Holz, bemalt und geschnitzt, 17. Jahrhundert                                                                               | Bulainville, in der Kirche St-Sulpice (Lage)  | PM55001653    | Inscrit      | 1997  |      |
| Uhrwerk                                                                                    | 1879 gebaut | Bulainville, in der Kirche St-Sulpice (Lage)  | PM55002657    | Inscrit      | 2008  |      |